# ميخائيل لوري
ميخائيل لوري (بالإنجليزية: Michael Lowry)‏ هو سياسي أيرلندي، ولد في 13 مارس 1953 في مقاطعة تيبيراري في جمهورية أيرلندا.

## مناصب
- في الانتخابات العمومية الإيرلندية 1987 [الإنجليزية]‏، انتخب نائب دييل عن دائرة تيبيراري الشمالية [الإنجليزية]‏ وقد انضم خلال فترته النيابية ‏ (10 مارس 1987 – 25 مايو 1989)  للكتلة البرلمانية فاين جايل.
- في الانتخابات العمومية الإيرلندية 1989 [الإنجليزية]‏، انتخب نائب دييل عن دائرة تيبيراري الشمالية [الإنجليزية]‏ وقد انضم خلال فترته النيابية ‏ (29 يونيو 1989 – 5 نوفمبر 1992)  للكتلة البرلمانية فاين جايل.
- في الانتخابات العمومية الإيرلندية 1992 [الإنجليزية]‏، انتخب نائب دييل عن دائرة تيبيراري الشمالية [الإنجليزية]‏ وقد انضم خلال فترته النيابية ‏ (14 ديسمبر 1992 – 15 مايو 1997)  للكتلة البرلمانية فاين جايل.
- في الانتخابات العمومية الإيرلندية 1997 [الإنجليزية]‏، انتخب نائب دييل عن دائرة تيبيراري الشمالية [الإنجليزية]‏ وقد انضم خلال فترته النيابية ‏ (26 يونيو 1997 – 25 أبريل 2002)  للكتلة البرلمانية مستقل.
- في الانتخابات العمومية الإيرلندية 2002 [الإنجليزية]‏، انتخب نائب دييل عن دائرة تيبيراري الشمالية [الإنجليزية]‏ وقد انضم خلال فترته النيابية ‏ (6 يونيو 2002 – 26 أبريل 2007)  للكتلة البرلمانية مستقل.
- في الانتخابات العمومية الأيرلندية 2007 [الإنجليزية]‏، انتخب نائب دييل عن دائرة تيبيراري الشمالية [الإنجليزية]‏ وقد انضم خلال فترته النيابية ‏ (14 يونيو 2007 – 1 فبراير 2011)  للكتلة البرلمانية مستقل.
- في 2016 Irish general election [الإنجليزية]‏، انتخب نائب دييل عن دائرة Tipperary (Dáil constituency) [الإنجليزية]‏ وقد انضم خلال فترته النيابية [الإنجليزية]‏ (10 مارس 2016 – )  للكتلة البرلمانية مستقل.
- انتخب وزير النقل والسياحة والرياضة [الإنجليزية]‏ (15 ديسمبر 1994 – 30 نوفمبر 1996).
- في الانتخابات العمومية الأيرلندية 2011 [الإنجليزية]‏، انتخب نائب دييل عن دائرة تيبيراري الشمالية [الإنجليزية]‏ وقد انضم خلال فترته النيابية [الإنجليزية]‏ (9 مارس 2011 – 3 فبراير 2016)  للكتلة البرلمانية مستقل.

## وصلات خارجية
- الموقع الرسمي

لم يتم العثور على روابط لمواقع التواصل الاجتماعي.